# Klippuv
Klippuv (Bubo bengalensis) är en asiatisk fågel i familjen ugglor inom ordningen ugglefåglar. Den är nära släkt med berguven och behandlades tidigare som en underart till denna.

## Utseende och läte
Klippuven är en stor och mörkbrun uggla med tydliga örontofsar. Den är mycket lik berguven som den tidigare ansågs vara en del av, men är tydligt mindre (50–56 cm i kroppslängd jämfört med berguvens 58–71 cm). Vidare är ansiktsskivan otecknad och omgärdad av en tydlig, svart kant som hos berguven är mycket svagare. Handpennornas bas är obandade och rostfärgade och på stjärten är de gulbruna tvärbanden bredare än de svarta. På sittande fågel syns en stor och ljus fläck på skapularerna. Lätet är ett tvåstavigt hoande, i engelsk litteratur återgivet som "bu-whúoh".

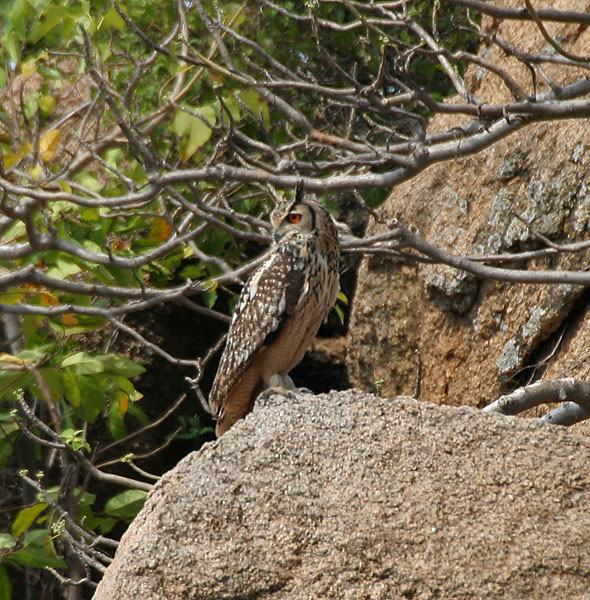
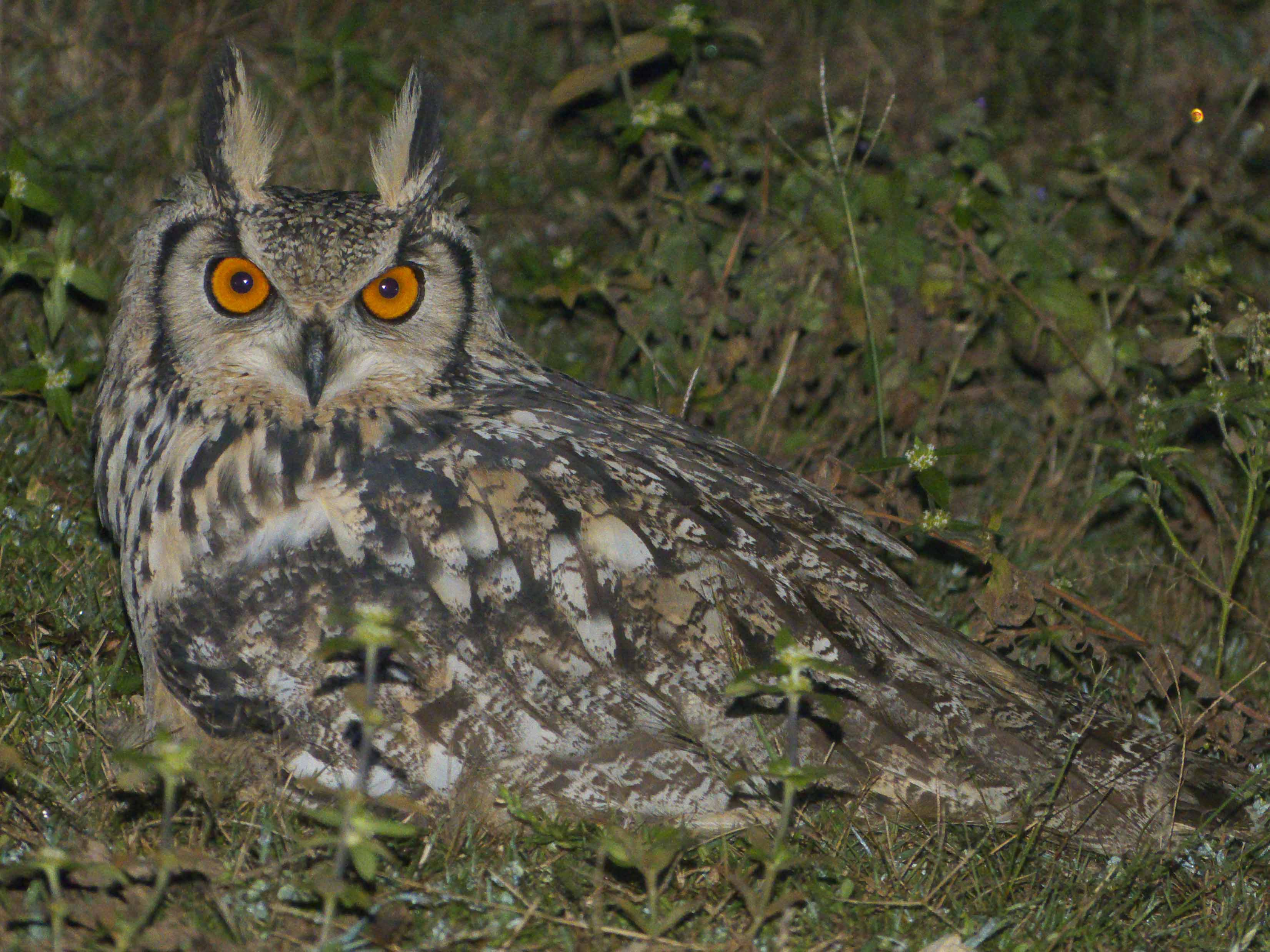

## Utbredning och systematik
Klippuven förekommer från indiska subkontinenten till Himalaya och västra Myanmar. Den behandlades tidigare som underart till berguv (Bubo bubo), men genetiska studier pekar på att dess närmaste släkting snarare är den afrikanska fläckuven (B. africanus).

## Levnadssätt
Klippuven hittas på klippiga sluttningar och i halvöken, men även i törnbuskmarker och dungar i arida miljöer. Födan består av små däggdjur, framför allt gnagare, men även småfåglar upp till en påfågels storlek, ödlor, ormar, grodor, fisk, krabbor och större insekter.

## Status och hot
Arten har ett stort utbredningsområde, men tros minska i antal, dock inte tillräckligt kraftigt för att den ska betraktas som hotad. Internationella naturvårdsunionen IUCN listar arten som livskraftig (LC).